# Capitale de la douleur
Capitale de la douleur est un recueil de poèmes du poète surréaliste français Paul Éluard, paru pour la première fois en septembre 1926.

## Distinction
Il se classe à la 60e place de la liste des 100 meilleurs livres du XXe siècle établie par la Fnac et Le Monde.

## Titre et composition
Son titre était à l'origine L'Art d'être malheureux. C'est lors de la correction des épreuves qu'Éluard trouve le titre de Capitale de la douleur, où se superposent de riches ambiguïtés : on pense au sens géographique, mais aussi à la peine capitale, et à un témoignage capital sur la douleur ainsi qu'à la capitale où convergent les malheureux. Éluard dit sa douleur en lettres capitales. Il entend, grâce à l'utilisation du « Je universel » faire en sorte que chacun puisse se reconnaître en lisant ces poèmes.[réf. nécessaire]
Jean-Charles Gâteau parle d’« autobiographie poétique » concernant la rédaction de ce recueil.[réf. nécessaire] Paul Éluard vit alors avec Gala et Max Ernst. Gala pose pour Max Ernst, sous les yeux d'un Éluard malheureux (dans le poème liminaire « Max Ernst », le dernier vers est : « La première montre ses seins. ») qui a des yeux trop pleins d'amour « pour dépeupler un monde dont [il est] absent » (dernier vers du poème Giorgio De Chirico).
Le recueil comprend quatre sections : Répétitions (trente-cinq poèmes, la plupart accompagnés de reproductions de tableaux de Max Ernst, comme L'Éléphant de Célèbes à côté du poème Max Ernst), Mourir de ne pas mourir (titre emprunté au poème Vivo sin vivir en mí de Thérèse d'Avila : le poète souffre tellement qu'il se meurt de ne pas mourir de la douleur ressentie), Les Petits justes (onze poèmes dans lesquels Éluard expérimente diverses formes poétiques) et Nouveaux poèmes. Avant d'écrire cette dernière section, Éluard fait une fugue de plusieurs mois. Il parcourt le monde, ne souhaitant plus rester avec le couple Gala - Max Ernst. Le groupe surréaliste le prend alors pour le nouvel Arthur Rimbaud. Gala le convainc de revenir et laisse Max Ernst. Pour Éluard, elle est « celle de toujours, toute », sa muse. Éluard évoque autant Gala qu'une idée de la pureté de la poésie : « Tu es pure, tu es aussi pure que moi-même ». André Breton écrit dans son Manifeste du surréalisme : « le haut et le bas ne sont plus perçus contradictoirement », c'est ce que l'on peut constater en analysant de près le célèbre poème « La Courbe de tes yeux ».
À en croire les indications données par Éluard à Jacques Doucet, les poèmes de Capitale de la Douleur ont tous été écrits entre 1914 et 1926 ; chaque section mêle poèmes anciens et poèmes récents sans souci d'unité formelle.

## Au cinéma
Dans le film Alphaville, une étrange aventure de Lemmy Caution de Jean-Luc Godard, ce recueil prend une place importante.